# Eterea Post Bong Band
Eterea Post Bong Band è un gruppo musicale sperimentale italiano attivo da fine anni novanta.

## Storia
Le prime uscite autoprodotte vengono pubblicate a bassa tiratura tra il 2004 e il 2006 da IndustriAlien, collettivo formato da sei gruppi indipendenti (tra cui gli Eterea), promotore di festival itineranti e coordinato da Gigi Funcis. Parallelamente iniziano ad esibirsi live in tutta Italia, partecipando nel 2005 e nel 2006 ad Arezzo Wave, alla Street Parade di Bologna (assieme ad un batterista elettronico) e alla XXIII Universiade invernale (edizione di Torino, del 2007). Un loro brano inoltre viene scelto come colonna sonora per il videogame Cappuccetto Rosso e il lupo, creato dalla casa di software Molleindustria ed edito da Animal Planet, WWF e Discovery Channel.

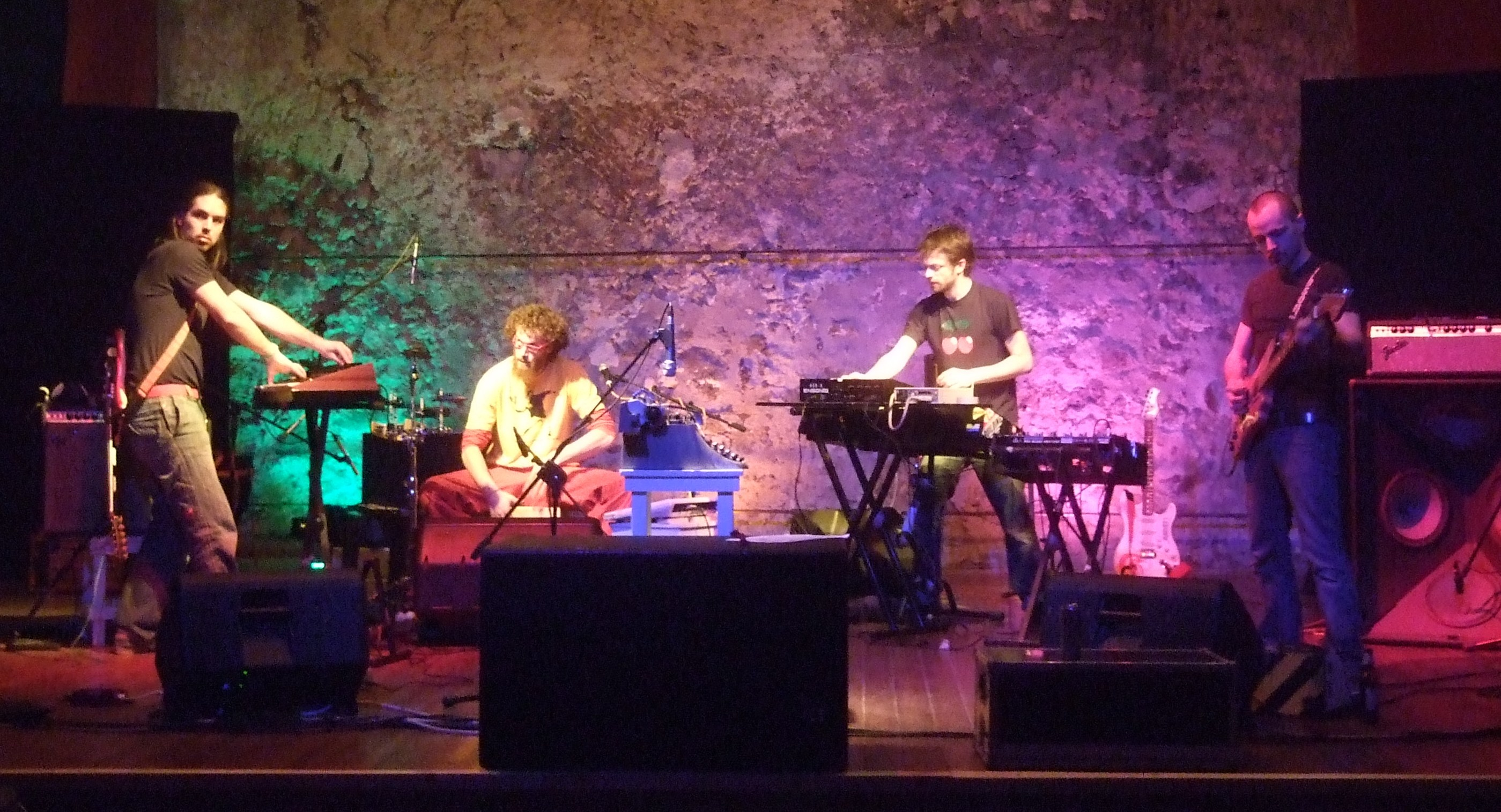
Gli Eterea alla Lomax di Catania (febbraio 2010)

Nel 2007 la Wallace Records pubblica il concept album La chiave del 20, scritto e realizzato assieme alla band hip-hop Uochi Toki e premiato al PIMI come uno dei migliori venti album del 2007. Il gruppo, oltre ai concerti, organizza alcune performance chiamate Operazione Salsa Bianca, una serie di concerti abusivi di 45 secondi davanti ai chioschi dei panini tra Verona e Venezia. Nel settembre del 2007, Gigi Funcis e Pol de Lay ideano e partecipano al mockumentary The Transervolo Connection durante il Circuito Off, festival internazionale dei cortometraggi di Venezia. Nel video, montato da Gigi Funcis, compare anche Napo dei Uochi Toki.
Nel 2008 vengono invitati come special guest al Meeting delle Etichette Indipendenti di Faenza. Suonano più volte in Francia, dove fanno da spalla ai Secret Chiefs 3, ex Mr. Bungle. Pol de Lay e Gigi Funcis partecipano con alcune definizioni e racconti alla stesura dell'ABCDiario, a cura di Loris Righetto e pubblicato da Zandegù Editore.
Nel maggio del 2009 Gigi Funcis vince la tredicesima edizione della Gara Delle Batterie Elettroniche, ospitata allo Stalker di Padova, contest in cui i partecipanti hanno 5 minuti per fare quello che vogliono. In giugno esce per Trovarobato l'EP Cavalcata (in vinile), coprodotto dal dj Ricky L. Grazie al tema molto orecchiabile (Cavalcata pt. 1) il disco diventa in breve un successo delle discoteche umbre, zona di provenienza di Ricky L. Christian Zingales ha definito su Blow Up il vinile un oggetto "culto".
In settembre dello stesso anno viene pubblicato, sempre per Trovarobato, EPYKS 1.0, album incentrato sull'uso di internet e cellulari, in cui altri musicisti hanno partecipato via VoIP. Come lancio a tema, gli Eterea eseguono interamente il disco dal vivo (skit compresi) in streaming da un garage di Schio. La Trovarobato nel frattempo vince il premio come miglior etichetta dell'anno al Meeting delle Etichette Indipendenti. EPYKS 1.0 viene recensito a pieni voti dalle principali riviste e webzine musicali italiane, nonché programmato in radio dalla RAI.
Nel 2010 gli Eterea collaborano dal vivo con Musica Per Bambini allo spettacolo La bella addata, suonano da spalla a Devendra Banhart, aprono il Gay Pride di Napoli (facendosi poi riprendere nel backstage con Rosa Russo Jervolino) ed a settembre vengono inclusi nella programmazione del Monkey Week Festival in Spagna, assieme a Faust, Buzzcocks e Kid Koala. A fine 2010 viene pubblicata (solo in musicassetta) dalla Trovarobato la compilation SongSwap, in cui compare il pezzo chiamato Come cucinare il gatto, che campiona Beppe Bigazzi ed in cui, per la prima volta, i musicisti cantano tutti e quattro. Il brano viene pubblicato in free download sul sito di Repubblica.
Nel febbraio 2011 il canale televisivo americano Lifetime ha trasmesso Amanda Knox: Murder on Trial in Italy, contestato film tv sull'omicidio di Meredith Kercher, avvenuto a Perugia nel 2007. In una scena è visibile, alle spalle dei protagonisti, la copertina di EPYKS 1.0. A novembre MTV manda in onda uno speciale di 20 minuti su Gigi Funcis, con quattro pezzi degli Eterea come sottofondo.
Nel 2012 esce per gli abbonati a Il Mucchio Selvaggio la compilation "Musica, Troppa Musica", che include "Red Bulldozer / i-Dozer" tratto da EPYKS 1.0.
Nel marzo 2013 viene pubblicato Bios, album ispirato dal rapporto tra natura e matematica, in particolare dalla sequenza di Fibonacci. Per spiegare al meglio il concetto, gli Eterea creano un cortometraggio animato che riassume in due minuti la storia della spirale aurea. In una scena de "La migliore offerta" di Tornatore appare un poster del tour di EPYKS 1.0. Il tour di Bios viene ironicamente chiamato "tour del cavolo" (in riferimento alla copertina dell'album) e integra la performance musicale con proiezioni di visual su superfici mappate.
Nel marzo 2014 Gigi Funcis va in tour con Musica Per Bambini e compone su commissione un pezzo per la Maratona di Roma. Michele Emmer, docente di matematica all'Università "La Sapienza" di Roma e autore delle animazioni di Flatlandia musicate da Ennio Morricone, invita gli Eterea a Venezia per presentare il progetto di Bios al convegno internazionale "Matematica e Cultura 2014". La radio svizzera nazionale Rete Due chiede agli Eterea la creazione di una sigla ed alcuni stacchetti per la stagione 2014-2015. Gigi Funcis compone ed esegue la colonna sonora del film porno Il cavalier non porta pene del regista Andy Casanova. A partire dall'estate 2014, Funcis entra in pianta stabile nella formazione di Musica Per Bambini. Funcis e Lelesd girano un cortometraggio anti-droga per il comune di Venezia.
Dopo alcuni progetti paralleli di Gigi Funcis (con Monique Mizrahi, nuovo acquisto dei Tre Allegri Ragazzi Morti), nel 2017 gli Eterea annunciano il nuovo disco: sarà la colonna sonora di Nordwalkers, un misterioso thriller sci-fi. In luglio superano di 1000€ il goal della campagna di crowdfunding per la realizzazione dell'album.
Nel settembre 2021 viene messo in scena LIBRA, spettacolo multimediale olografico con video mapping finanziato dalla Scuola Internazionale Superiore di Studi Avanzati e dalla Regione Friuli-Venezia Giulia e diretto da Gigi Funcis. Nello spettacolo ci sono musiche tratte da Nordwalkers OST, ancora inedito. All'interno dello spettacolo sono inclusi video con Carlo Rovelli e Piergiorgio Odifreddi.
Il 10 dicembre 2022 viene pubblicato da Trovarobato e Dispar Pixels "Nordwalkers Original Soundtrack", l'album più lungo della band, che comprende contributi sonori di Enrico Gabrielli, Nicola Manzan e molti altri. Il disco viene valutato positivamente dalle principali riviste e webzine italiane.
Nel giugno 2022, a seguito dell'overbooking dell'anno prima, vengono organizzate altre due repliche di LIBRA. Come promozione, viene rilasciato un piccolo documentario in cui compaiono le session di registrazione di Nordwalkers OST.

## Genere
Pur rientrando nella categoria del post rock elettronico, il gruppo sfugge a catalogazioni troppo stringenti. Gli Eterea suonano una sorta di avant-rock strumentale, veloce e incalzante, ma di chiara concezione elettronica, suonato con una formazione priva della classica base ritmica di un gruppo rock - ovvero basso e batteria - ma dotata di due chitarre, tastiera, campionatore e vari tipi di percussioni a mano, dai bonghi ai djembe, ma anche macchine da scrivere e pentole. Negli Eterea a volte vengono usate le voci dal vivo, ma più spesso la parte vocale è affidata al campionatore di Gigi Funcis.
Le principali influenze nella loro musica sono i Mr. Bungle, il big beat, i Primus, la dubstep, Danny Elfman. Nelle melodie traspare una sensibilità tipicamente italiana che ricorda Ennio Morricone, Nino Rota e Angelo Badalamenti. La loro attitudine live è ironica e chiassosa. Il loro immaginario attinge a piene mani dall'informatica e dalla fantascienza, con riferimenti a droghe, tecnologia, futuro e zone industriali (vengono da Schio, chiamata in passato la "Manchester d'Italia").

## Formazione ufficiale
- Gigi Funcis (Luigi Amerigo Dalle Carbonare): tastiere, beats, campioni, chitarra, voce
- Pol de Lay (Paolo Zattara): chitarra, voce
- Rigon (Daniele Rigon): percussioni, wavedrum, macchina da scrivere, voce
- LeleSd (Emanuele Polga): chitarra, basso, synth, voce

## Musicisti presenti nei dischi
- Enrico Gabrielli (BIOS, Nordwalkers)
- Nicola Manzan (Nordwalkers)
- Rosa Brunello (Nordwalkers)
- Valerio Canè (Epyks)
- Uochi Toki (La chiave del 20)
- Alessia Bianchi (Nordwalkers)
- Dave Santucci (BIOS)
- Diego D'Agata (Epyks)
- Martino Cuman (BIOS)
- Valentina Paggio (Nordwalkers)
- Gioele Pagliaccia (Nordwalkers)
- Zona Mc (Epyks)
- Luca Sammartin (Nordwalkers)
- Santabinder (The PB adventure)
- Michele Scatena (BIOS)

## Discografia

### Album in studio
- 2007 - La chiave del 20, split album con Uochi Toki (Wallace Records/industriAlien)
- 2009 - EPYKS 1.0 (Trovarobato/Audioglobe)
- 2013 - Bios (Trovarobato/Audioglobe/Sfera Cubica)
- 2021 - Nordwalkers OST, colonna sonora di un omonimo progetto di fantascienza (Trovarobato, Dispar Pixels)

### EP
- 2004 - The post-bong adventure - industriAlien
- 2005 - Tecnosald - industriAlien
- 2006 - La vita vale troppo per girare con una felpa scadente - industriAlien
- 2009 - Cavalcata (su vinile) - Trovarobato/Audioglobe

### Compilation
- 2005 - Salvinorìn in "Arezzo Wave 2005" - Q13
- 2006 - Gutenberg in "Arezzo Wave 2006" - Arezzo Wave Love Festival
- 2010 - Red Bulldozer / i-Dozer in "Area 51" - Radio Città del Capo
- 2010 - Come cucinare il gatto in "Song Swap" - Trovarobato
- 2011 - Tim Peaks in "Squillami" - Trovarobato
- 2012 - Red Bulldozer / i-Dozer in "Musica, Troppa Musica" - Il Mucchio Selvaggio

### Brani presenti in colonne sonore
- 2006 - Medrogolis nel videogioco "Cappuccetto Rosso e il Lupo" di Molleindustria (Discovery Channel - WWF)
- 2007 - Salvinorìn nel cortometraggio  "L'aspirante" di Emanuele Michetti
- 2010 - Gutenberg nel documentario sulla prostituzione in sudamerica "DASPU – Putas Pret à Porter", pubblicato dalla casa di produzioni cinematografiche Mestiere Cinema.
- 2013 - Cavalcata pt.2, Sbaro, Cavalcata pt.1 e Brucaliffi nel programma di MTV "I Ragazzi del Nord-Est"[48]

## Endorsment
- LeleSd è stato scelto come endorser da Manne Guitars[49].